# Max Baer
Maximilian Adelbert Baer (* 11. Februar 1909 in Omaha, Nebraska; † 21. November 1959 in Hollywood, Kalifornien) war ein US-amerikanischer unumstrittener Schwergewichts-Boxweltmeister und Schauspieler. Max Baer kämpfte von 1929 bis 1941. Er verfügte über große Schlagkraft und gute Nehmerfähigkeiten. Boxerische Technik und Trainingsfleiß wurden ihm nicht nachgesagt.
Baer war beim Publikum beliebt und bekannt für seinen eigenwilligen Humor. Sein Bruder Buddy Baer war ebenfalls Boxer. 

## Leben
In einem Kampf am 25. August 1930 in San Francisco kam der junge Boxer Frankie Campbell infolge eines Schlaghagels Baers in der fünften Runde ums Leben. Der Ringrichter hatte den Kampf selbst dann nicht abgebrochen, als Campbell schon bewusstlos in den Seilen hing. Baer war über diesen Unfall sehr geschockt und dachte daran, mit dem professionellen Boxen aufzuhören. Durch großzügige Spenden ermöglichte er den Kindern des Verstorbenen den College-Besuch. Nach eigenen Aussagen hatte er sein Leben lang Albträume aufgrund dieses Kampfes.
Seit seinem Aufeinandertreffen mit Max Schmeling am 8. Juni 1933 in New York trug er bei seinen Kämpfen immer einen großen Davidstern auf der Hose. Sein Vater war Jude, und er wollte nach der Machtergreifung der Nationalsozialisten in Deutschland Flagge zeigen. Er besiegte Schmeling, der in diesem Kampf nicht voll austrainiert wirkte, durch Technischen K. o. in der zehnten Runde.
Er gewann den Schwergewichtstitel gegen den Italiener Primo Carnera am 14. Juni 1934 mit einem Sieg durch Technischen K. o. in der elften Runde. Zuvor war Carnera elfmal am Boden. Bereits in seiner ersten Titelverteidigung am 13. Juni 1935 verlor Baer den Titel an den großen Außenseiter Jim Braddock durch eine Punktniederlage nach einem turbulenten Kampf über 15 Runden. Es gab Experten, die Baer als Sieger sahen.
Den nächsten Kampf verlor er gegen den aufstrebenden und ungeschlagenen Joe Louis durch K. o. in der vierten Runde. 1941 beendete Baer nach einer vorzeitigen Niederlage gegen Lou Nova seine Karriere.

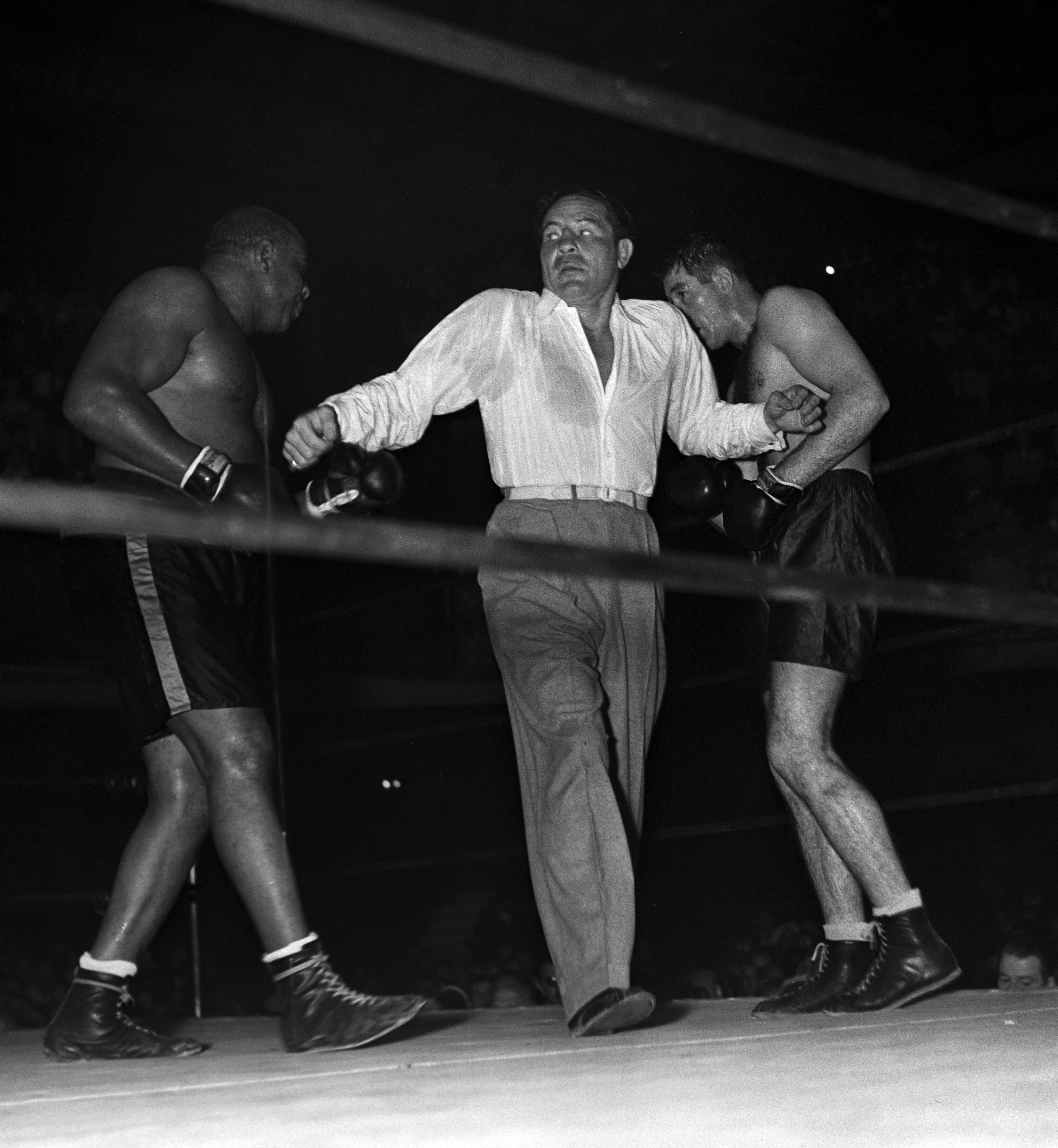
Baer (Mitte) als Schiedsrichter eines Boxkampfes (1937)

Max Baer spielte in einigen Hollywood-Filmen mit, in seinem ersten Der Boxer und die Lady (1933) hatte er gleich eine größere Rolle an der Seite von Myrna Loy. Nach seinem Karriereende stand er noch häufiger vor der Kamera, oft in Western, Sport- oder Kriegsfilmen, beispielsweise Die Flotte bricht durch (1942) und Schmutziger Lorbeer (1956). Sein Sohn Max Baer Jr. (* 1937) arbeitete später als Schauspieler, Produzent und Regisseur.
Nachdem Baer im November 1959 bei einer Boxveranstaltung in Phoenix als Schiedsrichter fungiert hatte, reiste er nach Los Angeles und checkte im Roosevelt Hotel in Hollywood ein. Am Morgen erlitt er beim Rasieren einen Herzinfarkt und rief einen Arzt. Er starb im November 1959 im Alter von 50 Jahren kurze Zeit darauf im Krankenhaus. Er wurde in Saint Mary’s Mausoleum in Sacramento beerdigt.
1995 fand Baer Aufnahme in die International Boxing Hall of Fame und im Jahr 2010 in die International Jewish Sports Hall of Fame.

## Verfilmung
Der WM-Kampf zwischen Weltmeister Max Baer und seinem Herausforderer Jim „Cinderella Man“ Braddock wurde 2004 in dem Spielfilm Das Comeback (Original: Cinderella Man) mit Russell Crowe und Renée Zellweger thematisiert. Max Baer wurde von Craig Bierko dargestellt. Der Film zeigt das überraschende Comeback des in den 1920er Jahren erfolgreichen, aber zwischenzeitlich heruntergekommenen Braddock, dessen Höhepunkt der Weltmeisterschaftskampf gegen Baer ist. Max Baer wird in dem Film aus dramaturgischen Gründen – Außenseiter Braddock gegen den wesentlich kampfstärkeren WM-Titelhalter Baer – als gefährlicher Schläger dargestellt, den es wenig berührt, wenn er seine Gegner im Ring totschlägt. Vor dem WM-Kampf kündigt Baer in diesem Film Braddocks Frau in einem hitzigen Wortgefecht sogar an, sie zur Witwe zu machen. Jim Braddock rät er im selben Wortgefecht vom Titelkampf gegen ihn ernsthaft ab.

## Liste der Profikämpfe
| 67 Siege (51 K.o.-Siege), 13 Niederlagen (3 K.o.-Niederlagen), 0 Unentschieden |               |                                                                                    |                    |                                                  |
| Jahr                                                                           | Tag           | Ort                                                                                | Gegner             | Ergebnis für Baer                                |
| 1929                                                                           | 16. Mai       | Oak Park Arena, Stockton, Kalifornien, Vereinigte Staaten                          | Chief Caribou      | Sieg / KO 2. Runde                               |
| 1929                                                                           | 6. Juni       | Stockton, Kalifornien, Vereinigte Staaten                                          | Sailor Leeds       | Sieg / KO 1. Runde                               |
| 1929                                                                           | 4. Juli       | Stockton, Kalifornien, Vereinigte Staaten                                          | Tillie Taverna     | Sieg / KO 1. Runde                               |
| 1929                                                                           | 18. Juli      | Oak Park Arena, Stockton, Kalifornien, Vereinigte Staaten                          | Al Red Ledford     | Sieg / KO 1. Runde                               |
| 1929                                                                           | 24. Juli      | East Bay A.C., Oakland, Kalifornien, Vereinigte Staaten                            | Benny Hill         | Punktsieg / 4 Runden                             |
| 1929                                                                           | 31. Juli      | Arcadia Pavilion, Oakland, Kalifornien, Vereinigte Staaten                         | Benny Hill         | Punktsieg / 4 Runden                             |
| 1929                                                                           | 28. August    | Arcadia Pavilion, Oakland, Kalifornien, Vereinigte Staaten                         | Al Red Ledford     | Sieg / KO 2. Runde                               |
| 1929                                                                           | 4. September  | Arcadia Pavilion, Oakland, Kalifornien, Vereinigte Staaten                         | Jack McCarthy      | Disqualifikation / 3. Runde                      |
| 1929                                                                           | 25. September | Arcadia Pavilion, Oakland, Kalifornien, Vereinigte Staaten                         | Frank Rudzenski    | Sieg / KO 3. Runde                               |
| 1929                                                                           | 2. Oktober    | Auditorium, Oakland, Kalifornien, Vereinigte Staaten                               | George Carroll     | Sieg / KO 1. Runde                               |
| 1929                                                                           | 16. Oktober   | East Bay A.C., Oakland, Kalifornien, Vereinigte Staaten                            | Chief Caribou      | Sieg / KO 1. Runde                               |
| 1929                                                                           | 30. Oktober   | East Bay A.C., Oakland, Kalifornien, Vereinigte Staaten                            | Alex Rowe          | Sieg / KO 1. Runde                               |
| 1929                                                                           | 6. November   | East Bay A.C., Oakland, Kalifornien, Vereinigte Staaten                            | Natie Brown        | Punktsieg / 6 Runden                             |
| 1929                                                                           | 20. November  | East Bay A.C., Oakland, Kalifornien, Vereinigte Staaten                            | Tillie Taverna     | Sieg / KO 2. Runde                               |
| 1929                                                                           | 4. Dezember   | Arcadia Pavilion, Oakland, Kalifornien, Vereinigte Staaten                         | Chet Shandel       | Sieg / KO 2. Runde                               |
| 1929                                                                           | 30. Dezember  | Arcadia Pavilion, Oakland, Kalifornien, Vereinigte Staaten                         | Tony Fuente        | Sieg / KO 1. Runde                               |
| 1930                                                                           | 15. Januar    | Arcadia Pavilion, Oakland, Kalifornien, Vereinigte Staaten                         | Tiny Abbott        | Disqualifikation / 3. Runde                      |
| 1930                                                                           | 29. Januar    | Auditorium, Oakland, Kalifornien, Vereinigte Staaten                               | Tiny Abbott        | Sieg / KO 6. Runde                               |
| 1930                                                                           | 9. April      | Auditorium, Oakland, Kalifornien, Vereinigte Staaten                               | Jack Stewart       | Sieg / KO 2. Runde                               |
| 1930                                                                           | 22. April     | Olympic Auditorium, Los Angeles, Kalifornien, Vereinigte Staaten                   | Ernie Owens        | Punktsieg / 10 Runden                            |
| 1930                                                                           | 7. Mai        | Auditorium, Oakland, Kalifornien, Vereinigte Staaten                               | Tom Toner          | Sieg / KO 6. Runde                               |
| 1930                                                                           | 28. Mai       | Auditorium, Oakland, Kalifornien, Vereinigte Staaten                               | Jack Linkhorn      | Sieg / KO 1. Runde                               |
| 1930                                                                           | 11. Juni      | Auditorium, Oakland, Kalifornien, Vereinigte Staaten                               | Buck Weaver        | Sieg / KO 1. Runde                               |
| 1930                                                                           | 25. Juni      | Auditorium, Oakland, Kalifornien, Vereinigte Staaten                               | Ernie Owens        | Sieg / KO 5. Runde                               |
| 1930                                                                           | 15. Juli      | Olympic Auditorium, Los Angeles, Kalifornien, Vereinigte Staaten                   | Les Kennedy        | Punktniederlage / 10 Runden                      |
| 1930                                                                           | 11. August    | Oaks Ballpark, Emeryville, Kalifornien, Vereinigte Staaten                         | K O Christner      | Sieg / KO 2. Runde                               |
| 1930                                                                           | 25. August    | Recreation Park, San Francisco, Kalifornien, Vereinigte Staaten                    | Frankie Campbell   | Sieg / TKO 5. Runde                              |
| 1930                                                                           | 19. Dezember  | Madison Square Garden, New York, New York, Vereinigte Staaten                      | Ernie Schaaf       | Niederlage nach Punkten (einstimmig) / 10 Runden |
| 1931                                                                           | 16. Januar    | Madison Square Garden, New York, New York, Vereinigte Staaten                      | Tom Heeney         | Sieg / KO 3. Runde                               |
| 1931                                                                           | 6. Februar    | Madison Square Garden, New York, New York, Vereinigte Staaten                      | Tommy Loughran     | Niederlage nach Punkten (einstimmig) / 10 Runden |
| 1931                                                                           | 7. April      | Auditorium, Portland, Oregon, Vereinigte Staaten                                   | Ernie Owens        | Sieg / KO 2. Runde                               |
| 1931                                                                           | 5. Mai        | Public Hall, Cleveland, Ohio, Vereinigte Staaten                                   | Johnny Risko       | Punktniederlage / 10 Runden                      |
| 1931                                                                           | 4. Juli       | Race Track Arena, Reno, Nevada, Vereinigte Staaten                                 | Paulino Uzcudun    | Punktniederlage / 20 Runden                      |
| 1931                                                                           | 23. September | Arcadia Pavilion, Oakland, Kalifornien, Vereinigte Staaten                         | Jack Van Noy       | Sieg / TKO 8. Runde                              |
| 1931                                                                           | 21. Oktober   | Arcadia Pavilion, Oakland, Kalifornien, Vereinigte Staaten                         | Jose Santa         | Sieg / KO 10. Runde                              |
| 1931                                                                           | 9. November   | Seals Stadium, San Francisco, Kalifornien, Vereinigte Staaten                      | Johnny Risko       | Punktsieg / 10 Runden                            |
| 1931                                                                           | 23. November  | Auditorium, Oakland, Kalifornien, Vereinigte Staaten                               | Les Kennedy        | Sieg / KO 3. Runde                               |
| 1931                                                                           | 30. Dezember  | Auditorium, Oakland, Kalifornien, Vereinigte Staaten                               | Arthur De Kuh      | Punktsieg / 10 Runden                            |
| 1932                                                                           | 29. Januar    | Madison Square Garden, New York, New York, Vereinigte Staaten                      | King Levinsky      | Punktsieg / 10 Runden                            |
| 1932                                                                           | 22. Februar   | Seals Stadium, San Francisco, Kalifornien, Vereinigte Staaten                      | Tom Heeney         | Punktsieg / 10 Runden                            |
| 1932                                                                           | 26. April     | Olympic Auditorium, Los Angeles, Kalifornien, Vereinigte Staaten                   | Paul Swiderski     | Sieg / TKO 6. Runde                              |
| 1932                                                                           | 11. Mai       | Auditorium, Oakland, Kalifornien, Vereinigte Staaten                               | Walter Cobb        | Sieg / TKO 4. Runde                              |
| 1932                                                                           | 4. Juli       | Dempsey's Bowl, Reno, Nevada, Vereinigte Staaten                                   | King Levinsky      | Punktsieg / 20 Runden                            |
| 1932                                                                           | 31. August    | Chicago Stadium, Chicago, Illinois, Vereinigte Staaten                             | Ernie Schaaf       | Sieg / 10 Runden                                 |
| 1932                                                                           | 26. September | Chicago Stadium, Chicago, Illinois, Vereinigte Staaten                             | Tuffy Griffiths    | Sieg / TKO 7. Runde                              |
| 1933                                                                           | 8. Juni       | Yankee Stadium, Bronx, New York, Vereinigte Staaten                                | Max Schmeling      | Sieg / TKO 10. Runde                             |
| 1934                                                                           | 14. Juni      | Madison Square Garden Bowl, Long Island City, Queens, New York, Vereinigte Staaten | Primo Carnera      | Sieg / TKO 11. Runde                             |
| 1935                                                                           | 13. Juni      | Madison Square Garden Bowl, Long Island City, Queens, New York, Vereinigte Staaten | Jim Braddock       | Niederlage nach Punkten (einstimmig) / 15 Runden |
| 1935                                                                           | 24. September | Yankee Stadium, Bronx, New York, Vereinigte Staaten                                | Joe Louis          | Niederlage / KO 4. Runde                         |
| 1936                                                                           | 15. Juni      | McCullough’s Arena, Salt Lake City, Utah, Vereinigte Staaten                       | Tony Souza         | Punktsieg / 6 Runden                             |
| 1936                                                                           | 17. Juni      | Ada Co. Fairgrounds, Boise, Idaho, Vereinigte Staaten                              | Bob Fraser         | Sieg / TKO 2. Runde                              |
| 1936                                                                           | 19. Juni      | Armory, Pocatello, Idaho, Vereinigte Staaten                                       | Harold Murphy      | Punktsieg / 6 Runden                             |
| 1936                                                                           | 23. Juni      | Tyler, Texas, Vereinigte Staaten                                                   | George Brown       | Sieg / TKO 4. Runde                              |
| 1936                                                                           | 24. Juni      | Tech Field, San Antonio, Texas, Vereinigte Staaten                                 | Wilson Dunn        | Sieg / TKO 3. Runde                              |
| 1936                                                                           | 2. Juli       | Sportatorium, Dallas, Texas, Vereinigte Staaten                                    | Buck Rogers        | Sieg / KO 3. Runde                               |
| 1936                                                                           | 13. Juli      | Oklahoma City, Oklahoma, Vereinigte Staaten                                        | James Merriott     | Sieg / KO 2. Runde                               |
| 1936                                                                           | 16. Juli      | Coliseum, Tulsa, Oklahoma, Vereinigte Staaten                                      | Junior Munsell     | Sieg / KO 5. Runde                               |
| 1936                                                                           | 17. Juli      | Convention Hall, Ada, Oklahoma, Vereinigte Staaten                                 | Cecil Smith        | Punktsieg / 4 Runden                             |
| 1936                                                                           | 24. Juli      | Ogden Stadium, Ogden, Utah, Vereinigte Staaten                                     | Bob Williams       | Sieg / KO 1. Runde                               |
| 1936                                                                           | 25. August    | Multnomah Stadium, Portland, Oregon, Vereinigte Staaten                            | Cecil Myart        | Punktsieg / 6 Runden                             |
| 1936                                                                           | 26. August    | Marshfield, Oregon, Vereinigte Staaten                                             | Nails Gorman       | Sieg / TKO 2. Runde                              |
| 1936                                                                           | 29. August    | Recreation Park, Lewiston, Idaho, Vereinigte Staaten                               | Al Frankco         | Sieg / KO 2. Runde                               |
| 1936                                                                           | 31. August    | Memorial Ball Park, Coeur d'Alene, Idaho, Vereinigte Staaten                       | Don Baxter         | Sieg / KO 1. Runde                               |
| 1936                                                                           | 2. September  | Lincoln Field, Twin Falls, Idaho, Vereinigte Staaten                               | Al Gaynor          | Sieg / KO 1. Runde                               |
| 1936                                                                           | 4. September  | Rock Springs, Wyoming, Vereinigte Staaten                                          | Cyclone Lynch      | Sieg / KO 3. Runde                               |
| 1936                                                                           | 7. September  | Casper, Wyoming, Vereinigte Staaten                                                | Cowboy Sammy Evans | Sieg / KO 4. Runde                               |
| 1936                                                                           | 14. September | Des Moines, Iowa, Vereinigte Staaten                                               | Bearcat Wright     | Sieg / / NWS / 6 Runden                          |
| 1936                                                                           | 6. Oktober    | Evansville, Illinois, Vereinigte Staaten                                           | Tim Charles        | Sieg / KO 4. Runde                               |
| 1936                                                                           | 8. Oktober    | Platteville, Wisconsin, Vereinigte Staaten                                         | Willie Davies      | Punktniederlage / 6 Runden                       |
| 1936                                                                           | 19. Oktober   | Maple Leaf Gardens, Toronto, Ontario, Kanada                                       | Dutch Weimer       | Sieg / KO 2. Runde                               |
| 1937                                                                           | 15. April     | Harringay Arena, Harringay, London, Vereinigtes Königreich                         | Tommy Farr         | Punktniederlage / 12 Runden                      |
| 1937                                                                           | 27. Mai       | Harringay Arena, Harringay, London, Vereinigtes Königreich                         | Ben Foord          | Sieg / KO 9. Runde                               |
| 1938                                                                           | 11. März      | Madison Square Garden, New York, New York, Vereinigte Staaten                      | Tommy Farr         | Punktsieg (einstimmig) / 15 Runden               |
| 1938                                                                           | 26. Oktober   | Honolulu, Hawaii, Vereinigte Staaten                                               | Hank Hankinson     | Sieg / KO 1. Runde                               |
| 1939                                                                           | 1. Juni       | Yankee Stadium, Bronx, New York, Vereinigte Staaten                                | Lou Nova           | Niederlage / TKO 11. Runde                       |
| 1939                                                                           | 4. September  | Silver Peak, Nevada, Vereinigte Staaten                                            | Big Ed Murphy      | Sieg / KO 1. Runde                               |
| 1939                                                                           | 18. September | Fair Park Stadium, Lubbock, Texas, Vereinigte Staaten                              | Babe Ritchie       | Sieg / KO 2. Runde                               |
| 1940                                                                           | 2. Juli       | Roosevelt Stadium, Jersey City, New Jersey, Vereinigte Staaten                     | Tony Galento       | Sieg / TKO 8. Runde                              |
| 1940                                                                           | 26. September | Roosevelt Stadium, Jersey City, New Jersey, Vereinigte Staaten                     | Pat Comiskey       | Sieg / TKO 1. Runde                              |
| 1941                                                                           | 4. April      | Madison Square Garden, New York, New York, Vereinigte Staaten                      | Lou Nova           | Niederlage / TKO 8. Runde                        |
| (Quelle: Max Baer in der BoxRec-Datenbank)                                     |               |                                                                                    |                    |                                                  |

## Filmografie (Auswahl)
- 1933: Der Boxer und die Lady (The Prizefighter and the Lady)
- 1937: Over She Goes
- 1938: Fisticuffs (Kurzfilm)
- 1942: Die Flotte bricht durch (The Navy Comes Through)
- 1942: The McGuerins from Brooklyn
- 1943: Ladies’ Day
- 1943: Fracht für Missouri (Buckskin Frontier)
- 1949: Verrücktes Afrika (Africa Screams)
- 1949: Noras schwache Stunde (Bride for Sale)
- 1950: Lach und wein mit mir (Riding High)
- 1951: Skipalong Rosenbloom
- 1956: Schmutziger Lorbeer (The Harder They Fall)
- 1956: Requiem for a Heavyweight (Fernsehfilm)
- 1957: Utah Blaine
- 1958: Once Upon a Horse…